# Nije ljubav stvar
Nije ljubav stvar (sr. Није љубав ствар) pjesma je kojom je Željko Joksimović predstavljao Srbiju na Pjesmi Eurovizije 2012. Tekst su napisali Marina Tucaković i Miloš Roganović, a skladatelj glazbe je Željko Joksimović.